# Gungnamji
Gungnamji (l'étang au sud du palais royal) est le plus ancien étang artificiel de Corée. Il se trouve actuellement dans le parc Seodong, un parc de sculptures situé à Buyeo dans la province de Chungnam en Corée du Sud. Seodong est le nom d'enfance du roi Mu.
Il est décrit dans le Samguk Sagi, L'histoire des trois royaumes, qui indique que Mu, le roi de Baekje, a fait creuser ce lac en 634 lors de sa 35e année de règne, l'a alimenté par un canal d'une longueur de 7 800 mètres et l'a agrémenté de saules et d'une ile symbolisant Bangjangseonsan, l'une des montagnes célestes de la mythologie chinoise,.
11 tablettes en bois (mokkan) portant des inscriptions datant du VIIe siècle ont été retrouvées sur ce site entre 1995 et 2001,.